# Comtat de Brod-Posavina
El Comtat de Brod-Posavina (Brodsko-posavska županija) és un comtat de Croàcia en l'Eslavònia meridional. La seva capital és Slavonski Brod i està als marges del riu Sava, d'on pren el nom Posavina. Altres ciutats destacables són Nova Gradiška, Vrpolje, Slavonski Šamac.

## Geografia
Brod-Posavina limita amb el comtat de Sisak-Moslavina a l'oest, amb el comtat de Požega-Eslavònia al nord, amb el comtat d'Osijek-Baranja al nord-est, i amb el comtat de Vukovar-Srijem a l'est.

## Població
| Ètnia      | Nombre  | Percentatge |
| ---------- | ------- | ----------- |
| Croats     | 166.129 | 93,98%      |
| Serbis     | 5.347   | 3,02%       |
| Gitanos    | 586     | 0,33%       |
| Bosnians   | 372     | 0,21%       |
| Ucraïnesos | 320     | 0,18%       |
| Albanesos  | 285     | 0,16%       |

## Divisió administrativa
Brod-Posavina es divideix en:
- Ciutat de Slavonski Brod
- Vila de Nova Gradiška
- Municipi de Bebrina
- Municipi de Brodski Stupnik
- Municipi de Bukovlje
- Municipi de Cernik
- Municipi de Davor
- Municipi de Donji Andrijevci
- Municipi de Dragalić
- Municipi de Garčin
- Municipi de Gornja Vrba
- Municipi de Gornji Bogićevci
- Municipi de Gundinci
- Municipi de Klakar
- Municipi de Nova Kapela
- Municipi de Okučani
- Municipi de Oprisavci
- Municipi de Oriovac
- Municipi de Podcrkavlje
- Municipi de Rešetari
- Municipi de Sibinj
- Municipi de Sikirevci
- Municipi de Slavonski Šamac
- Municipi de Stara Gradiška
- Municipi de Staro Petrovo Selo
- Municipi de Velika Kopanica
- Municipi de Vrbje
- Municipi de Vrpolje

## Govern del comtat
L'assemblea del comtat és formada per 42 representants, i composta per:
- Unió Democràtica Croata (HDZ) 20
- Partit dels Camperols de Croàcia (HSS) 11
- Partit Socialdemòcrata de Croàcia (SDP) 11
- Partit Social Liberal de Croàcia (HSLS) 5
- Partit Popular Croat (HNS) 4

Basat en els resultats de les eleccions del 2005.